# 溫蓋特 (密蘇里州)
溫蓋特（英語：Wingate）是位於美國密蘇里州卡斯縣的非建制地區。

## 地理
溫蓋特所處的海拔為高於海平面256米（即840英呎），而該地所採用的時區為UTC-6，即北美中部時區（CST）。同時該地設有夏令時間，為UTC-6調快一小時，即UTC-5（CDT）。